# Les Copains d'abord (émission de télévision)
 (septembre 2017).
Si vous disposez d'ouvrages ou d'articles de référence ou si vous connaissez des sites web de qualité traitant du thème abordé ici, merci de compléter l'article en donnant les références utiles à sa vérifiabilité et en les liant à la section « Notes et références ».
Pour les articles homonymes, voir Les Copains d'abord (homonymie).
Les Copains d'abord est une émission de variétés, produite par Morgane Production, diffusée sur France 2 depuis le 6 septembre 2014.

## Histoire

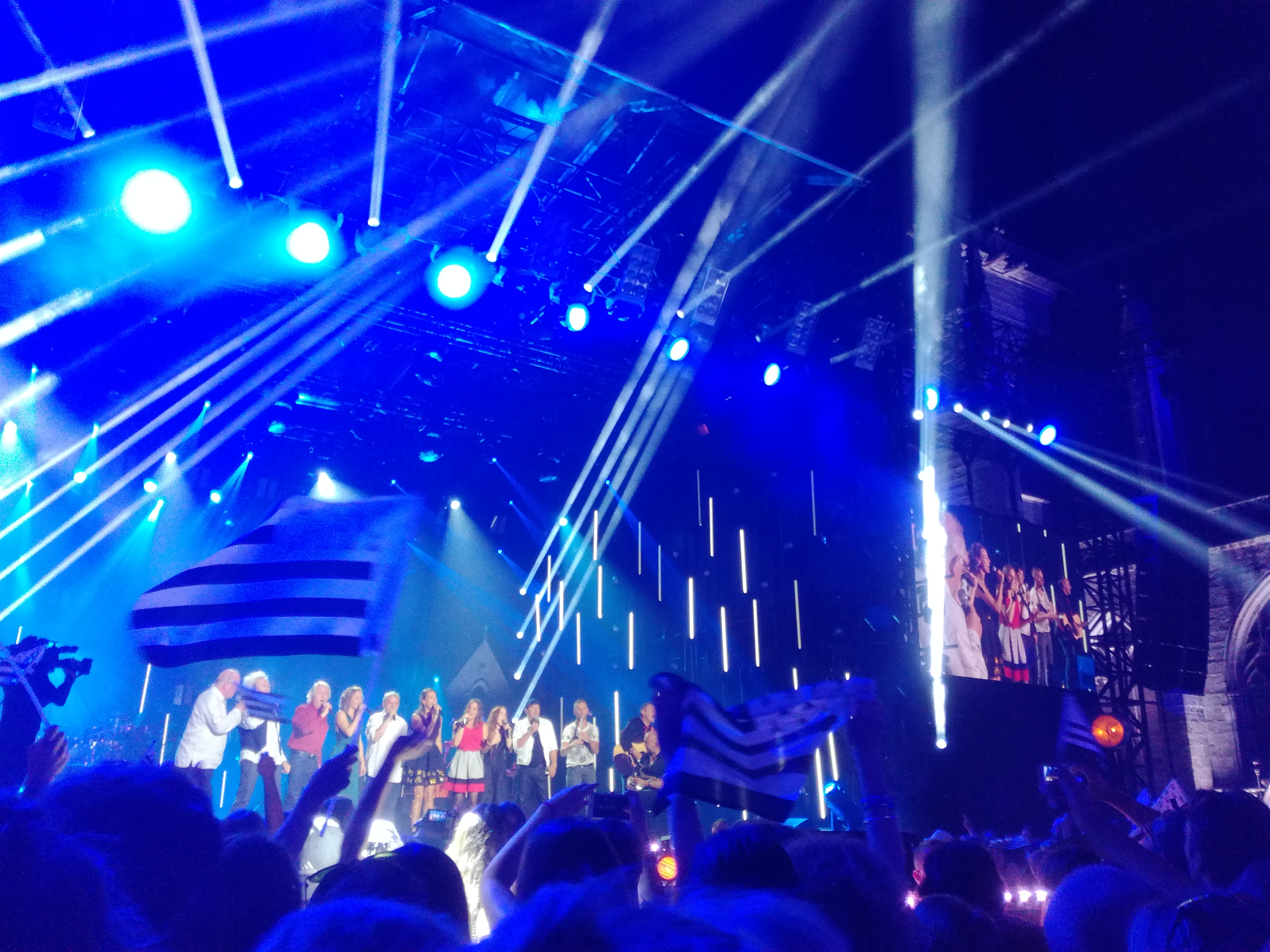
Les Copains d'abord en Bretagne, 5 juillet 2017.

Le 6 septembre 2014, le premier numéro est intitulé Les Copains d'abord : 30 ans, 30 chansons. À l'occasion des 30 ans de la musique, tous les artistes chantent 30 chansons et le premier animateur star de l'émission est Omar Sy.
Le 25 décembre 2014, le deuxième numéro est intitulé Les Copains d'abord font du ski. À l'occasion du réveillon, tous les artistes chantent noël et l'animateur star de l’émission est Arnaud Ducret et les humoristes.
Le 30 décembre 2015, le troisième numéro est intitulé Les Copains d'abord chantent Piaf. À cette occasion, tous les artistes chantent Édith Piaf, on retrouvera aussi des images d'archives sur la chanteuse et Charles Aznavour, des moments d'humour dans les coulisses et un témoignage de Charles Aznavour et Charles Dumont qui passe entre les interprétations musicales et à la fin, tous les artistes chantent le titre La Vie en rose. L'animateur star de l'émission est François-Xavier Demaison.
Le 15 octobre 2016, le quatrième numéro est intitulé Les Copains d'abord en Corse. À cette occasion, tous les artistes chantent des grands succès corse issus de l'album Corsu mezu mezu et les titres des artistes présents sur la scène des Copains d'abord en Corse. On retrouvera aussi des scènes sur des artistes en vacances sur l'île. L'animateur star de l'émission est Éric Fraticelli.
Le 27 juin 2017, le cinquième numéro est intitulé Les Copains d'abord chantent l'été. À l'occasion de fêter l'été, tous les artistes chantent des tubes de l'été et les artistes se retrouveront sur les courtes scènes en coulisses. L'animateur star et l'animatrice star de l'émission est Antoine Duléry et Shy'm, c'est la première fois qu'il y a 2 animateurs-animatrices stars dans l'émission.
Le 31 août 2017, le sixième numéro est intitulé Les Copains d'abord : années 1980. À cette occasion, tous les artistes chantent des tubes des années 1980 et les artistes se retrouvent sur les courtes scènes en coulisses et une parodie radio est intitulé Radio Copains d'abord. L'animateur star et l'animatrice star de l'émission est Patrick Fiori et Lio puis à la fin de l'émission, on retrouve le chanteur interpréter son titre Où je vis.
Le 23 septembre 2017, le septième numéro est intitulé Les Copains d'abord en Bretagne. À cette occasion, tous les artistes chantent des grands succès en Bretagne et les titres des artistes présents sur la scène des Copains d'abord en Bretagne. On retrouvera aussi des scènes sur des artistes en vacances. L'animateur star et les animatrices stars de l'émission sont Christophe Willem, Nolwenn Leroy et Chantal Ladesou, c'est la première fois qu'il y a 3 animateurs-animatrices stars dans l'émission.

## Animateurs et animatrices stars
Depuis le 6 septembre 2014, on retrouve des animateurs/animatrices stars dans l'émission :
| Date de l'émission | Émission n° | Animateurs et animatrices stars                     | Titre de l'émission |
| ------------------ | ----------- | --------------------------------------------------- | ------------------- |
| 6 septembre 2014   | 1           | Omar Sy                                             | 30 ans, 30 chansons |
| 25 décembre 2014   | 2           | Arnaud Ducret et les humoristes                     | Font du ski         |
| 30 décembre 2015   | 3           | François-Xavier Demaison                            | Chantent Piaf       |
| 15 octobre 2016    | 4           | Éric Fraticelli                                     | En Corse            |
| 27 juin 2017       | 5           | Antoine Duléry et Shy'm                             | Chantent l'été      |
| 31 août 2017       | 6           | Patrick Fiori et Lio                                | Années 80           |
| 23 septembre 2017  | 7           | Christophe Willem, Nolwenn Leroy et Chantal Ladesou | En Bretagne         |